# Spencer (Virginie-Occidentale)
Pour les articles homonymes, voir Spencer.
La ville de Spencer est le siège du comté de Roane, situé dans l’État de Virginie-Occidentale, aux États-Unis. Sa population s’élevait à 2 322 habitants lors du recensement de 2010, estimée à 2 088 habitants en 2018.

## Histoire
La ville s'appelait autrefois New California, en référence à un pionnier qui souhaitait se rendre en Californie mais s'est installé dans cette localité. Son toponyme actuel est un hommage au juriste Spencer Roane (en), membre de la Cour suprême de Virginie, qui a également donné son nom au comté,.